# Eutelia grisescens
Eutelia grisescens är en fjärilsart som beskrevs av George Francis Hampson 1916. Eutelia grisescens ingår i släktet Eutelia och familjen nattflyn. Inga underarter finns listade i Catalogue of Life.